# 阿尔基讷
阿尔基讷（法語：Alquines，法語發音：[alkin]）是法国上法蘭西大區加来海峡省的一个市镇，属于圣奥梅尔区。

## 地理
阿尔基讷（50°44'26"N, 1°59'32"E）面积10.51 平方千米，位于法国上法蘭西大區加来海峡省，该省份为法国北部沿海省份，西北濒北海，南至索姆省，东临北部省。
与阿尔基讷接壤的市镇（或旧市镇、城区）包括：茹尔尼、凯尔康、凯克、布沃兰冈、库隆比、埃克耶、上洛坎。
阿尔基讷的时区为UTC+01:00、UTC+02:00（夏令时）。

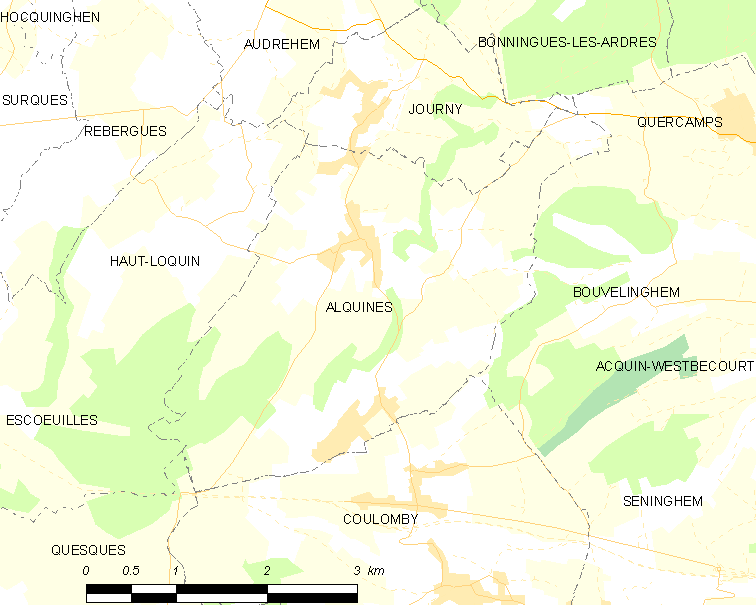
阿尔基讷的OSM定位图

## 行政
阿尔基讷的邮政编码为62850，INSEE市镇编码为62024。

## 政治
阿尔基讷所属的省级选区为兰布尔县。

## 人口

1962-2008年间阿尔基讷人口变化图示

阿尔基讷于2022年1月1日时的人口数量为985人。